# Isochromodes
Isochromodes is een geslacht van vlinders uit de familie van de spanners (Geometridae). De wetenschappelijke naam van dit geslacht is voor het eerst geldig gepubliceerd in 1894 door William Warren.
Het geslacht Isochromodes komt voor in het Neotropisch gebied, van Mexico tot in Brazilië.

## Soorten
- I. analiplaga Warren, 1907
- I. aroaria (Schaus, 1901)
- I. atristicta Warren, 1904
- I. auxilians Warren, 1904
- I. bellona Schaus, 1912
- I. bidentata Dognin, 1913
- I. boarmiata Warren, 1895
- I. brumosa Dognin, 1896
- I. caletra Druce, 1892
- I. carbina Druce, 1892
- I. circumscripta Warren, 1897
- I. confusata Maassen, 1890
- I. crassa Warren, 1904
- I. curvilinea Warren, 1895
- I. chaon
- I. chiron Schaus, 1911
- I. deminuta Dognin, 1913
- I. denotata Warren, 1904
- I. despoliata Walker, 1863
- I. dispar Warren, 1900
- I. divergentata Dognin, 1924
- I. duplicata Warren, 1904
- I. elegantaria Jones, 1921
- I. epioneata Walker, 1860
- I. extimaria Walker, 1860
- I. fallax Dognin, 1911
- I. ferruginea Warren, 1907
- I. fraterna Warren, 1904
- I. fulvida Dognin, 1910
- I. granula Dognin, 1896
- I. infida Schaus, 1911
- I. jodea Druce, 1898
- I. lignicolor Warren, 1895
- I. lineata Dognin, 1913
- I. maculata Warren, 1905
- I. miniata Warren, 1904
- I. nebulosa Warren, 1901
- I. nigripunctata Warren, 1897

- I. olivata Warren, 1904
- I. palumbata Warren, 1904
- I. pallidifimbria Warren, 1904
- I. pectinicornata Guenée, 1858
- I. peculiaris Butler, 1881
- I. phyllira Schaus, 1911
- I. polvoreata (Dognin, 1893)
- I. propinqua Dognin, 1910
- I. quadriplagiata Prout, 1916
- I. rufigrisea Warren, 1900
- I. sabularia Dognin
- I. sheila Schaus, 1911
- I. siennata Warren, 1907
- I. sordida Dognin, 1910
- I. sparsata Dognin, 1924
- I. sterrhidopsis Dognin, 1909
- I. straminea Warren, 1905
- I. subcincta Dognin, 1923
- I. subpicata Dognin, 1910
- I. subtractata Warren, 1897
- I. subusta Warren, 1895
- I. tristaria Jones, 1921
- I. turbinata Warren, 1905
- I. umbrilinea Schaus, 1901
- I. undilinea Warren, 1904
- I. venata Dognin, 1913
- I. vestigiata Warren, 1904